# Gemini 4
För andra betydelser, se Gemini.
Gemini 4 var NASA:s andra bemannade färd i Geminiprogrammet och tionde bemannade färden totalt. Astronauterna James A. McDivitt och Edward H. White flög ombord. Färden genomfördes 3 - 7 juni 1965 och varade i 97 timmar 56 minuter och 2 sekunder. 
Farkosten sköts upp med en Titan II-raket från Cape Kennedy Air Force Station.
Under flygning genomförde White USA:s första rymdpromenad. Den varade i 22 min.

### Fotnoter
1. ↑  ”NASA Space Science Data Coordinated Archive” (på engelska). NASA. https://nssdc.gsfc.nasa.gov/nmc/spacecraft/display.action?id=1965-043A. Läst 27 mars 2020.